# Ачеський султанат

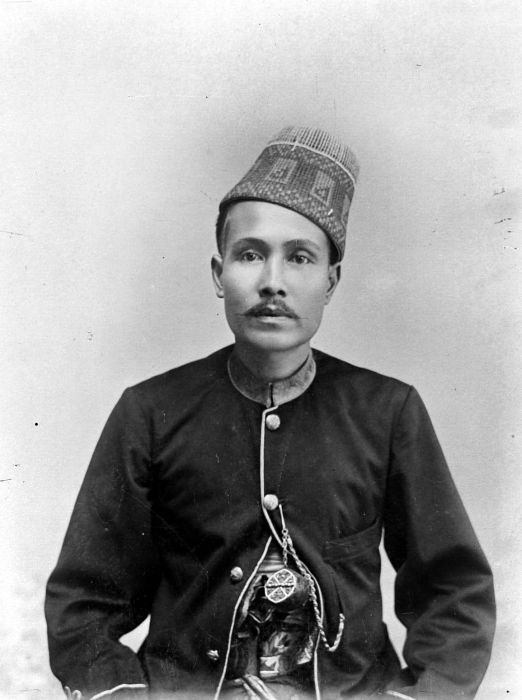
Алладін Мухамед Дауд Суах2, останній султан Ачеху

5°33′00″ пн. ш. 95°19′00″ сх. д. / 5.55° пн. ш. 95.31667° сх. д.
Аче́ський султана́т (індонез. Kesultanan Aceh) — мусульманський султанат, склався на півночі острова Суматра в ХІІІ ст..
З XVI ст., після захоплення Малакки португальцями, Ачех посів провідне місце серед князівств Суматри і вів боротьбу з португальськими, англійськими і голландськими колонізаторами. Мав потужний флот, який на чолі з жінкою-адміралом Малагаяті завдав декілька відчутних поразок європейцям, зокрема призвів до загибелі відомого голландського капітана Корнеліса де Гаутмана.
В XVI ст. встановив взаємовідносини з Османською імперією, що призвело до відправки в Ачех кораблів османського флоту.
Голландія, уклавши з Англією Суматранський трактат, в 1873 році, розпочала загарбницьку війну проти Ачеху, яка тривала до 1904 року і закінчилась завоюванням Атьє.
Населення Ачеху не примирилося з голландським ярмом і вело визвольну боротьбу до утворення незалежної республіки Індонезії.